# Casa del Infantado

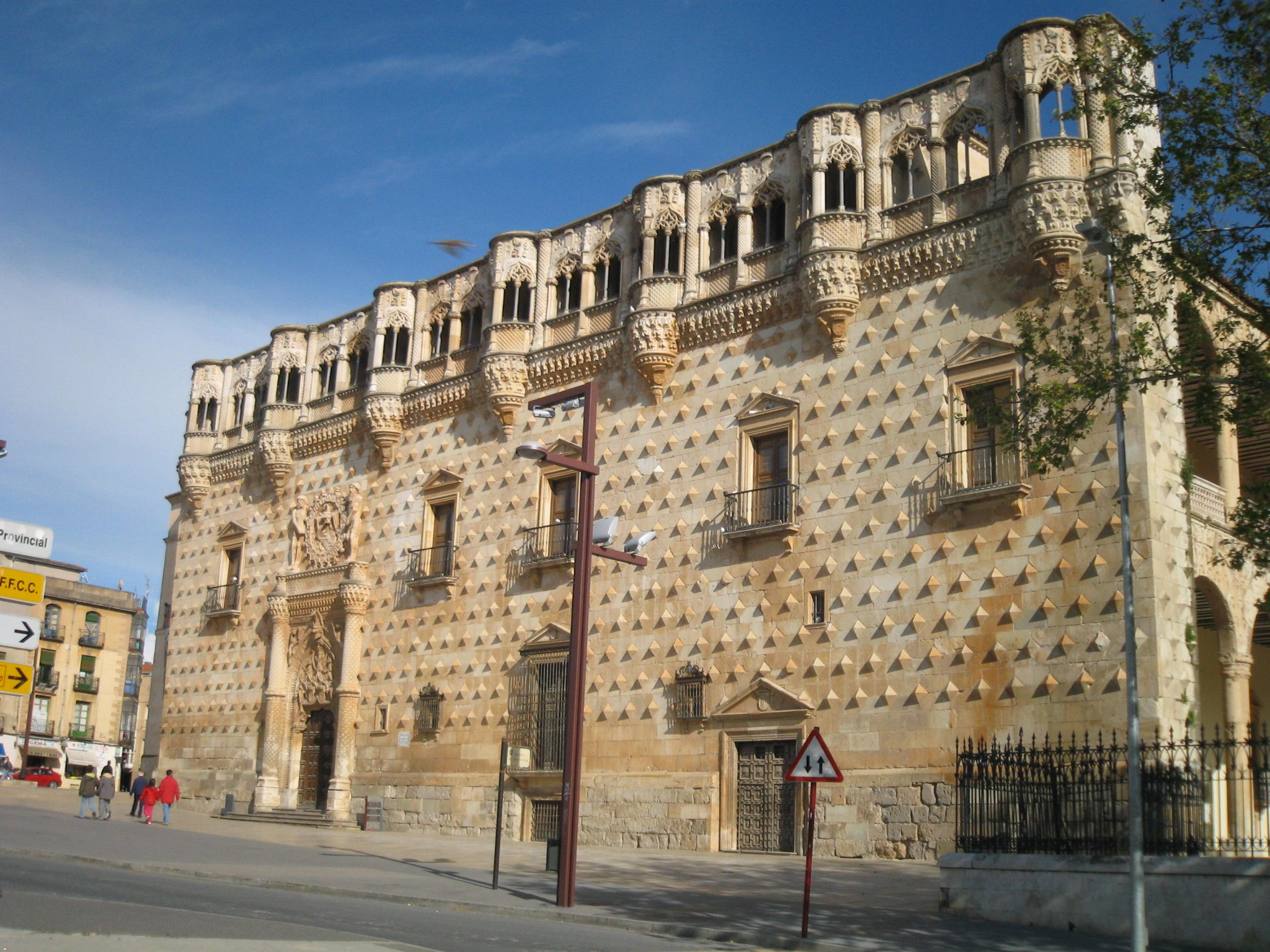
Palacio de los duques del Infantado, Guadalajara.

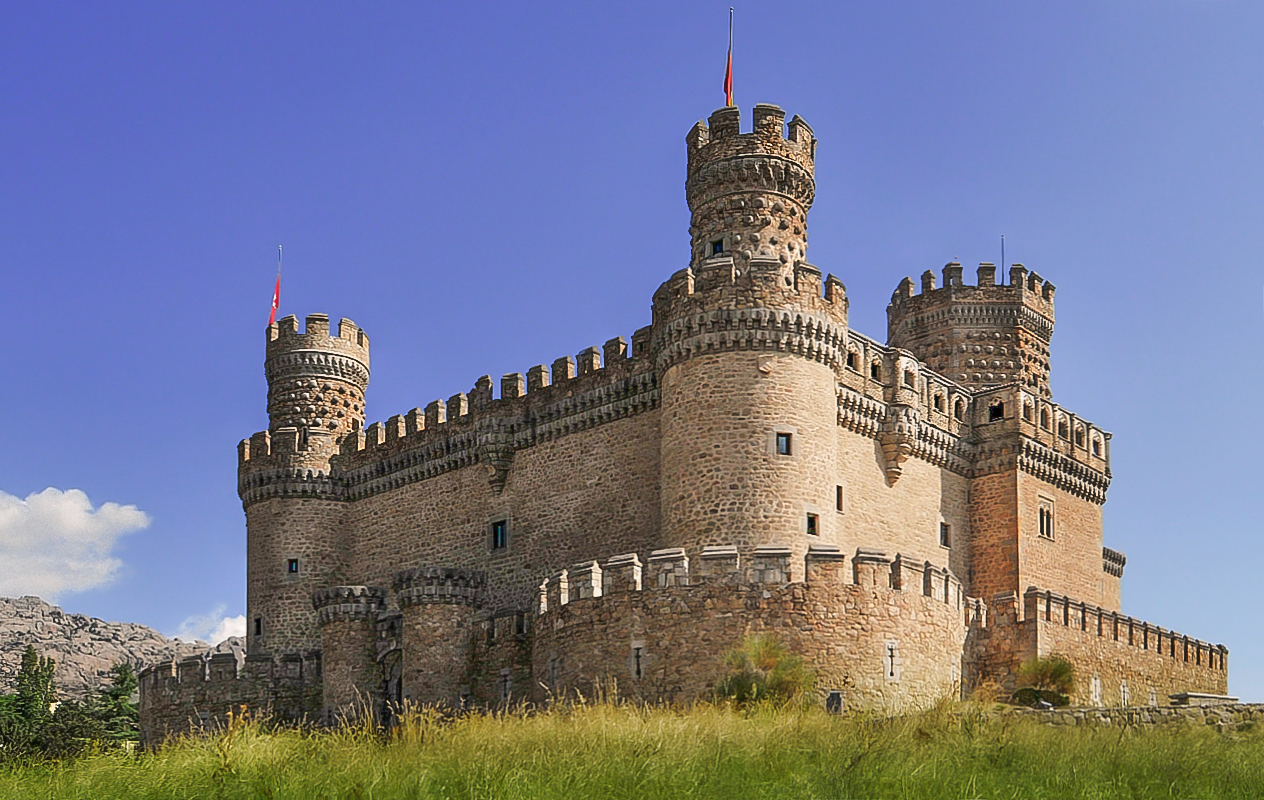
Castillo de Manzanares el Real. Construido por los duques del Infantado,

La casa del Infantado es una casa nobiliaria española, originaria de la Corona de Castilla. Su nombre proviene del ducado del Infantado, título con grandeza de España que ostenta su jefe o cabeza. Tradicionalmente el heredero del ducado del Infantado ostenta los títulos de marqués de Santillana y conde de Saldaña.

## Historia
El ducado del Infantado fue concedido por los Reyes Católicos el 22 de julio de 1475 a Diego Hurtado de Mendoza II marqués de Santillana. El mismo 22 de julio de 1475, se creó el condado de Saldaña, para que lo ostentaran los herederos del ducado del Infantado. Desde entonces los herederos del ducado han sido condes de Saldaña y marqueses de Santillana. En 1520 se le concedió al ducado del Infantado la grandeza de España de clase inmemorial.
Ana de Mendoza, contemporánea del duque de Lerma, casó a su hija con el hijo de este, pasando a ser Sandoval y Rojas. Se abrió un pleito dinástico que duró generaciones, hasta el duque de Osuna Mariano Téllez-Girón, quien murió completamente arruinado y sin descendencia. Le heredó su sobrino, quien además presentaba como su heredero, el marqués de Ariza y Valmediano, Andrés Avelino de Arteaga y Silva, descendiente de la rama del VII duque, que abrió el pleito. La jefa actual de la casa es Almudena de Arteaga, novelista de éxito en España, quien ostenta el título de duquesa del Infantado.
En el Antiguo Régimen ejerció jurisdicción de señorío sobre la villas de Itero del Castillo, Melgar de Fernamental, Padilla de Abajo, Tobar y Villasandino, que formaban parte, en su categoría de pueblos solos, del Partido de Castrojeriz, uno de los catorce que formaban la Intendencia de Burgos, durante el periodo comprendido entre 1785 y 1833, en el censo de Floridablanca de 1787, nombrando alcalde ordinario.

## Patrimonio
La Casa del Infantado ha pasado por diversas etapas, afectándole mucho la unión y posterior separación del ducado de Osuna. Las propiedades históricas más importantes son el palacio del Infantado en Guadalajara; la casa de Lazcano y el palacio de Barrena, de estilo herreriano, en los pueblos guipuzcoanos de Lazcano y Ordicia; el castillo de Manzanares el Real en la Comunidad de Madrid y el castillo de la Monclova en Sevilla. En Madrid, sus últimas residencias se localizaron en el Paseo del Prado y en la calle Don Pedro I. El archivo de Infantado se encuentra en el Archivo Histórico Nacional.
Cuando en 1932 se censaron los bienes agrícolas de los Grandes de España, la Casa del Infantado era todavía la novena propietaria del país con 17.171 hectáreas.